# National Center for Health Statistics
National Center for Health Statistics (NCHS) est l'une des divisions des agences fédérales américaines du Centres pour le contrôle et la prévention des maladies (CDC). En tant que tel, le NCHS est en dessous du Département de la Santé et des Services sociaux des États-Unis (HHS). Son siège social est situé à University Town Center (en) à Hyattsville, Maryland, près de Washington.
Le National Center for Health Statistics (NCHS) est chargé d'améliorer la santé publique américaine en fournissant des informations statistiques pour les événements de santé dans les différents états des États-Unis.